# Балка Північна (заказник)
Ба́лка Півні́чна — ботанічний заказник місцевого значення. Розташований у Великоновосілківському районі Донецької області біля села Времівка. Статус заказника присвоєно рішенням облвиконкому № 7 від 9 січня 1991 року. Площа — 12 га. На території заказника росте 200 видів рослин, із них 3 види занесені до Червоної книги України — волошка Талієва, ковила Лессінга, ковила волосиста.